# Trézelles
Trézelles és un municipi francès, situat al departament de l'Alier i a la regió d'Alvèrnia-Roine-Alps. L'any 2007 tenia 383 habitants.

## Demografia

### Població
El 2007 la població de fet de Trézelles era de 383 persones. Hi havia 181 famílies de les quals 64 eren unipersonals (28 homes vivint sols i 36 dones vivint soles), 73 parelles sense fills, 36 parelles amb fills i 8 famílies monoparentals amb fills.
La població ha evolucionat segons el següent gràfic:
Habitants censats

### Habitatges
El 2007 hi havia 257 habitatges, 186 eren l'habitatge principal de la família, 48 eren segones residències i 24 estaven desocupats. 239 eren cases i 18 eren apartaments. Dels 186 habitatges principals, 129 estaven ocupats pels seus propietaris, 51 estaven llogats i ocupats pels llogaters i 6 estaven cedits a títol gratuït; 13 tenien dues cambres, 32 en tenien tres, 56 en tenien quatre i 85 en tenien cinc o més. 140 habitatges disposaven pel capbaix d'una plaça de pàrquing. A 86 habitatges hi havia un automòbil i a 75 n'hi havia dos o més.

### Piràmide de població
La piràmide de població per edats i sexe el 2009 era:
| Homes | Edats   | Dones |
| ----- | ------- | ----- |
| 0     | 95 o +  | 0     |
| 0     | 90 a 94 | 3     |
| 1     | 85 a 89 | 10    |
| 5     | 80 a 84 | 6     |
| 13    | 75 a 79 | 12    |
| 14    | 70 a 74 | 16    |
| 10    | 65 a 69 | 12    |
| 13    | 60 a 64 | 11    |
| 12    | 55 a 59 | 8     |
| 11    | 50 a 54 | 13    |
| 22    | 45 a 49 | 17    |
| 6     | 40 a 44 | 13    |
| 22    | 35 a 39 | 8     |
| 10    | 30 a 34 | 15    |
| 12    | 25 a 29 | 13    |
| 10    | 20 a 24 | 5     |
| 7     | 15 a 19 | 10    |
| 11    | 10 a 14 | 8     |
| 8     | 5 a 9   | 10    |
| 11    | 0 a 4   | 10    |

## Economia
El 2007 la població en edat de treballar era de 231 persones, 169 eren actives i 62 eren inactives. De les 169 persones actives 149 estaven ocupades (83 homes i 66 dones) i 20 estaven aturades (5 homes i 15 dones). De les 62 persones inactives 25 estaven jubilades, 12 estaven estudiant i 25 estaven classificades com a «altres inactius».

### Ingressos
El 2009 a Trézelles hi havia 182 unitats fiscals que integraven 385 persones, la mediana anual d'ingressos fiscals per persona era de 15.873 €.

### Activitats econòmiques
Dels 13 establiments que hi havia el 2007, 1 era d'una empresa alimentària, 2 d'empreses de fabricació d'altres productes industrials, 3 d'empreses de construcció, 1 d'una empresa de comerç i reparació d'automòbils, 3 d'empreses d'hostatgeria i restauració i 3 d'empreses de serveis.
Dels 4 establiments de servei als particulars que hi havia el 2009, 1 era un paleta, 1 guixaire pintor, 1 lampisteria i 1 restaurant.
Dels 2 establiments comercials que hi havia el 2009, 1 era una botiga de menys de 120 m² i 1 una fleca.
L'any 2000 a Trézelles hi havia 22 explotacions agrícoles que ocupaven un total de 1.751 hectàrees.

## Equipaments sanitaris i escolars
El 2009 hi havia una escola elemental integrada dins d'un grup escolar amb les comunes properes formant una escola dispersa.

## Poblacions més properes
El següent diagrama mostra les poblacions més properes.